# Euforniusz (patriarcha Antiochii)
Euforniusz – mianowany przez arian patriarcha Antiochii; sprawował urząd w latach 333–334.